# Maskinen
Maskinen ([maˈɧǐːnɛn], schwedisch für die Maschine) ist eine 2007 gegründete Electro- und Hip-Hop-Gruppe aus Schweden. Die Gruppe besteht aus den Rappern Herbert „Afasi“ Munkhammar (bekannt vom Rapduo Afasi & Filthy) und Frej Larsson (bekannt vom Rapduo Far & Son und der Bitpop-Formation Slagsmålsklubben).

## Biografie
Am 4. November 2007 erschien die erste Single der Band mit dem provokanten Titel Alla som inte dansar (är våldtäktsmän), der in deutscher Übersetzung Alle, die nicht tanzen, sind Vergewaltiger bedeutet. Veröffentlicht wurde die Single über das schwedische Label Pope Records. Der Veröffentlichung des Songs folgte eine ausgedehnte Debatte in Schweden. Am 9. Januar 2008 wurden Maskinen und Pope Records von einem 32-jährigen Mann verklagt, da sich dieser durch den Titel persönlich angegriffen fühlte. Die Klage wurde später fallen gelassen, da der Text keinen rechtlich verbotenen Inhalt hat.
Bis zum Erscheinen der zweiten Single Segertåget (Schwedisch für der Siegeszug) war der schwedische Rapper Hans Oskar „Kihlen“ Linnros Teil der Gruppe, verließ diese aber nach der Veröffentlichung.
Das Debütalbum Boys II Men erschien am 18. November 2008.
Die Band spielte vom Gründungsjahr 2007 bis 2010 fast ausschließlich in Schweden. Ihren ersten großen Auftritt in Deutschland hatten sie am 17. Juli 2010 auf dem Melt Festival.
Am 10. Oktober 2011 erschien die Single Krossa alla fönster (Schwedisch für Zerschmeiß alle Fenster). Das Musikvideo, das einen dem schwedischen König Carl XVI. Gustaf ähnelnden Mann beim Jagdausflug, Trinkgelage und mit nackten Stripperinnen zeigt, erregte in Schweden kurzzeitig mediale Aufmerksamkeit.
Das zweite Studioalbum Framgång & Efterfrågan (Schwedisch für Erfolg und Nachfrage) erschien am 27. März 2012. Der Titel bezieht sich auf den unerwarteten Erfolg den Frej Larsson und Herbert Munkhammar mit Maskinen hatten sowie auf die große Nachfrage auf das Nachfolgealbum zu Boys II Men, auf das die Fans immerhin mehr als zwei Jahre warten mussten.
Knapp drei Jahre später folgte am 11. Februar 2015 die EP Stora fötter, stora skor (Schwedisch für Große Füße, große Schuhe) mit sechs Songs über das Label Goldenbest Records.
Am 17. September 2015 erschien die Single Håll din anda in Zusammenarbeit mit der schwedischen Musikerin Joy.

## Stil

### Musik
Die Band Maskinen mischt elektronische Musik mit Hip-Hop. Durch die Kooperationen auf ihrem Debütalbum Boys II Men mit brasilianischen Musikern wie Bonde do Rolê (für den Song Flow Ball) und Marina Gasolina (für den Song Dansa med vapen) sind in einigen Liedern auch deutliche Einflüsse aus dem Rio Funk auszumachen.

### Texte
Die Texte der Band sind hauptsächlich auf Schwedisch verfasst. Die Lieder, die in Zusammenarbeit mit brasilianischen Musikern entstanden sind, enthalten Refrains und Gesangsteile auf brasilianischem Portugiesisch. Der Song Segertåget hat ebenfalls einen portugiesischen Refrain, dessen Text aus einem Lied der brasilianischen Band Axé Bahia stammt. Auf dem zweiten Album Framgång & Efterfrågan sind alle Texte durchgehend auf Schwedisch.

## Diskografie

### Alben
- Boys II Men (2009)
- Framgång & Efterfrågan (2012)

### EPs
- Stora fötter stora skor (EP, 2015)

### Singles
- Alla som inte dansar (är våldtäktsmän) (2007)
- Segertåget (2008)
- Pengar (2009)
- Dansa med vapen (2009)
- Kärlek vid sista ögonkastet (2010)
- Krossa alla fönster (2011)
- Liv och död (2012)
- Limousin (Movits! & Maskinen, 2013)
- Håll din anda (feat. Joy, 2015)